# Breviceps sopranus
Breviceps sopranus (tên tiếng Anh: Whistling Rain Frog) là một loài ếch trong họ Nhái bầu.
Loài này có ở Nam Phi, Swaziland, và có thể cả Mozambique.
Các môi trường sống tự nhiên của chúng là các khu rừng ôn hòa, xavan khô, xavan ẩm, và vùng bờ biển cát. Loài này đang bị đe dọa do mất môi trường sống.